# Gorillas d'Amarillo
Les Gorillas d'Amarillo sont une franchise professionnelle de hockey sur glace en Amérique du Nord qui évolue dans la Ligue centrale de hockey. L'équipe est basée à Amarillo au Texas.

## Historique
La franchise a été créée en 2002 à la suite des Rattlers d'Amarillo. Elle est engagée dans la Ligue centrale de hockey. Le 19 mai 2010, à la suite de la fusion de la LCH à la Ligue internationale de hockey, les Gorillas annoncent la dissolution du club.

## Statistiques
| Saison  | PJ | V  | D  | N | DP | DTB | BP | BC | Pts | Classement                      | Séries éliminatoires      |
| ------- | -- | -- | -- | - | -- | --- | -- | -- | --- | ------------------------------- | ------------------------- |
| 2002-03 | 64 | 39 | 23 | - | 2  | -   |    |    | 80  | 2e place, conférence nord-ouest | Défaite en première ronde |
| 2003-04 | 64 | 37 | 24 | - | 3  | -   |    |    | 77  | 2e place, conférence sud-ouest  | Défaite en seconde ronde  |
| 2004-05 | 60 | 31 | 20 | - | 9  | -   |    |    | 71  | 2e place, conférence sud-ouest  | Défaite en seconde ronde  |
| 2005-06 | 64 | 35 | 26 | - | 3  | -   |    |    | 73  | 2e place, conférence sud-ouest  | Défaite en première ronde |
| 2006-07 | 64 | 32 | 28 | - | 4  | -   |    |    | 68  | 3e place, conférence sud-ouest  | Défaite en première ronde |
| 2007-08 | 64 | 22 | 32 | - | 2  | 8   |    |    | 54  | 4e place, conférence sud-ouest  | Non qualifiée             |
| 2008-09 | 64 | 19 | 42 | - | 2  | 1   |    |    | 41  | 4e place, conférence sud-ouest  | Non qualifiée             |
| 2009-10 | 64 | 21 | 34 | - | 3  | 6   |    |    | 51  | 8e place, conférence sud        | Non qualifiée             |